# Muneville-sur-Mer
Muneville-sur-Mer är en kommun i departementet Manche i regionen Normandie i norra Frankrike. Kommunen ligger i kantonen Bréhal som tillhör arrondissementet Coutances. År 2022 hade Muneville-sur-Mer 494 invånare.

## Befolkningsutveckling
Antalet invånare i kommunen Muneville-sur-Mer
| Referens: INSEE |